# Ubila bom Billa 1
Ubila bom Billa 1 (angleško Kill Bill: Volume 1) je ameriški filmi o borilnih veščinah iz leta 2003, ki ga je režiral in zanj napisal scenarij Quentin Tarantino. V glavni vlogi nastopa Uma Thurman kot nevesta, ki napove maščevanje ekipi morilcev (Lucy Liu, Michael Madsen, Daryl Hannah in Vivica A. Fox) in njihovem vodji Billu (David Carradine) po tem, ko so jo poskušali z nerojenim otrokom ubiti. Zgodba je postavljena v Tokio, kjer se bori z jakuzami.
Tarantino si je film zamislil kot poklon kinematografiji grindhouse, filmom o borilnih veščinah, samurajskim filmom, filmom blaxploitation in špageti vesternom. Vsebuje tudi animacijo japonskega studia Production I.G. To je prvi od dveh filmov v seriji Ubila bom Billa, ki sta bila posneta v enotni produkciji in mišljena kot en film, toda zaradi trajanja več kot štirih ur so ga razdelili na dva dela. Prvi del je z več kot 180 milijoni USD prihodka postal najdonosnejši Tarantinov film do tedaj in bil nominiran za oskarja v petih kategorijah, tudi za najboljšo igralko (Thurman). Leto za prvim je izšel še drugi del Ubila bom Billa 2. 

## Vloge
- Uma Thurman kot nevesta
- Lucy Liu kot O-Ren Išii
- David Carradine kot Bill
- Vivica A. Fox kot Vernita Green
- Michael Madsen kot Budd
- Daryl Hannah kot Elle Driver
- Julie Dreyfus kot Sofie Fatale
- Sonny Chiba kot Hattori Hanzo
- Čiaki Kurijama kot Gogo Jubari
- Gordon Liu kot Johnny Mo
- Michael Bowen kot Buck
- Jun Kunimura kot šef Tanaka
- Kendži Ohba kot Širo
- James Parks kot Edgar McGraw
- Jonathan Loughran as Buckova stranka
- Juki Kazamacuri as lastnica House of Blue Leaves
- Sakiči Sato kot Charlie Brown
- Ambrosia Kelley kot Nikki Bell
- The 5.6.7.8's (Sačiko Fudži, Jošiko Jamaguči in Ronnie Jošiko Fudžijama) kot oni sami